# Anders Richard
Richard Anders (ur. 22 marca 1856 w Rynie, zm. 19 stycznia 1934 w Rucianem) – przedsiębiorca, fabrykant, nazywany wschodniopruskim królem drewna.

## Życiorys
Był synem duchownego ewangelickiego Jan Fryderyka i Berty z d. Harder. Ukończył gimnazjum w Kętrzynie. Do zawodu kupca przysposabiał się w Królewcu. W 1882 roku uruchomił punkt handlu drewnem w dzisiejszym Spychowie. W 1900 roku objął tartak firmy Edward Lehmann w Rucianem, który znacznie rozbudował. Uruchomił fabrykę obróbki drewna w Szczytnie i wyposażył ją w szwedzkie maszyny. Wspomagał towarzystwa charytatywne w Szczytnie i w okolicy. Był właścicielem kilku tartaków w południowych Prusach Wschodnich, w tym także zakładów w Królewcu, które wykupił od firmy Franc Bendix z Berlina. W 1934 roku zakłady przejęli synowie Heinz i Georg. Po 1945 roku Georg uruchomił firmę w Hamburgu. Z tej rodziny wywodzi się pisarz Richard Anders (ur. 25 kwietnia 1928 w Szczytnie), autor wspomnień Ein Lieblichsohn.